# Graduation (альбом)
Graduation — третий студийный альбом американского исполнителя хип-хопа Канье Уэста, вышел 11 сентября 2007 года на лейбле Roc-A-Fella Records. Запись длилась около двух лет и проходила в разных студиях в США. Обложку для альбома оформил японский иллюстратор Такаси Мураками. Альбом дебютировал под первым номером в US Billboard 200 . Продажи в первую неделю составили  957  000 копий. 50 Cent выпустил свой альбом «Curtis» в этот же день. Такое событие вызвало большой ажиотаж среди музыкального общества.  Конкуренция привела к хорошим продажам обоих альбомов. «Graduation» получил в целом положительные отзывы от большинства музыкальных критиков и получил «Грэмми» в номинации «Лучший рэп-альбом», в том числе и первую награду от премии American Music Awards 2008 года в номинации «Лучший рэп/хип-хоп альбом». Альбом был продан в размере 2 166 000 копий в США и был сертифицирован дважды платиновым.

## Список композиций
| №   | Название                                   | Продюсер                                    | Длительность |
| --- | ------------------------------------------ | ------------------------------------------- | ------------ |
| 1.  | «Good Morning»                             | Канье Уэст                                  | 3:15         |
| 2.  | «Champion»                                 | Канье Уэст, Брайан Миллер                   | 2:47         |
| 3.  | «Stronger»                                 | Канье Уэст, Майк Дин, Timbaland*            | 5:11         |
| 4.  | «I Wonder»                                 | Канье Уэст                                  | 4:03         |
| 5.  | «Good Life» (feat. T-Pain)                 | Канье Уэст, Майк Дин*, DJ Toomp, Timbaland* | 3:27         |
| 6.  | «Can't Tell Me Nothing»                    | Канье Уэст, DJ Toomp                        | 4:31         |
| 7.  | «Barry Bonds» (feat. Lil Wayne)            | Nottz, Канье Уэст*                          | 3:24         |
| 8.  | «Drunk and Hot Girls» (feat. Mos Def)      | Канье Уэст, Джон Брайон*                    | 5:13         |
| 9.  | «Flashing Lights» (feat. Dwele)            | Канье Уэст, Эрик Хадсон                     | 3:57         |
| 10. | «Everything I Am»                          | Канье Уэст                                  | 3:47         |
| 11. | «The Glory»                                | Канье Уэст, Ги Робертсон*, Plain Pat*       | 3:32         |
| 12. | «Homecoming» (совместно с Крисом Мартином) | Канье Уэст, Уоррин Кампбелл                 | 3:23         |
| 13. | «Big Brother»                              | DJ Toomp                                    | 4:47         |
| 14. | «Good Night» (feat. Mos Def & Al Be Back)  | Канье Уэст                                  | 3:06         |

(*) Сопродюсер